# Bahçedere, Saray
Bahçedere là một xã thuộc huyện Saray, tỉnh Tekirdağ, Thổ Nhĩ Kỳ. Dân số thời điểm năm 2011 là 135 người.